# Olieraffinaderiet på Stigsnæs
 Olieraffinaderiet på Stigsnæs  er et tidligere olieraffinaderi der lå på Stigsnæs i Sydvestsjælland fra den 3. oktober 1963 og til den 12 april 1997 hvor det blev lukket.
I takt med industrialiseringen indtog Danmark i slutningen af 1950'erne var der behovet for at raffinere mere olie til stede. Det fik i 1963 det amerikanske selskab Gulf Oil A/S til at åbne et olieraffinaderiet på Stigsnæs, og som senere blev udvidet 1968 da efterspørgslen steg.
I tilknytning til olieraffinaderiet blev der også bygget et kraftværk, Stigsnæsværket og en havn med en vanddybde på 14 meter, den blev senere udvidet til 18 meter, og er dermed Sjællands dybeste havn.
I april 1978 blev et nyt anlæg indviet, som skulle producere bitumen til asfaltfremstiling, for at bedre at udnytte det sorte bundproduktion fra råolien.
Efter en brand i 1982 lå anlægget stille og Gulf Oil A/S havde planer om at sælge det til DONG, men Dong var ikke interesseret i at købe det, i stedet blev det i 1983 solgt til Kuwait Petroleum Corporation (det senere Q8). Efter overdragelse at olieraffinaderiet steg produktionen af råolien fra 1983 og til 1990. Men efter Kuwait blev invaderet af Irak i 1990, kunne man ikke fremskaffe råolie derfra, så man valgte i stedet at få råolie fra Nordsøen og fra Rusland.
På trods af store investeringer i raffinaderiet, besluttede Kuwait Petroleum Corporation den 1. august 1996 at lukke for raffinaderiet, og dets flamme blev slukket den 12. april 1997. Herefter kunne en nedrivning af raffinaderiet gå i gang, skorstenen på olieraffinaderi blev væltet i 2001.
.
De nuværende tankanlæg fungerer som et oliedepot, var tidligere ejet af DONG, men er siden blevet solgt til det Canadiske selskab Inter Terminals.